# Vernagtbach
Der Vernagtbach ist ein Gletscherbach in den Ötztaler Alpen in Tirol, Österreich.

## Verlauf
Der Vernagtbach entspringt dem Vernagtferner in rund 2870 m ü. A. und verläuft in südlicher bis südöstlicher Richtung. Unterhalb der Vernagthütte auf einer Höhe von etwa 2550 m ü. A. fließt von Westen der vom Guslarferner kommende Gletscherbach zu.
Nach knapp 5 km mündet der Vernagtbach in die Rofenache. Auf dieser Strecke überwindet er einen Höhenunterschied von über 750 Metern, was einem durchschnittlichen Gefälle von rund 16 % entspricht.

## Einzugsgebiet
Das Einzugsgebiet des Vernagtbaches beträgt 22,7 km². Davon sind (Stand 2006) rund 9,7 km² (43 %) vergletschert, im Jahr 1988 waren es noch 12,55 km² (56 %). Der höchste Punkt im Einzugsgebiet ist der Hintere Brochkogel mit 3628 m ü. A.

## Wasserführung

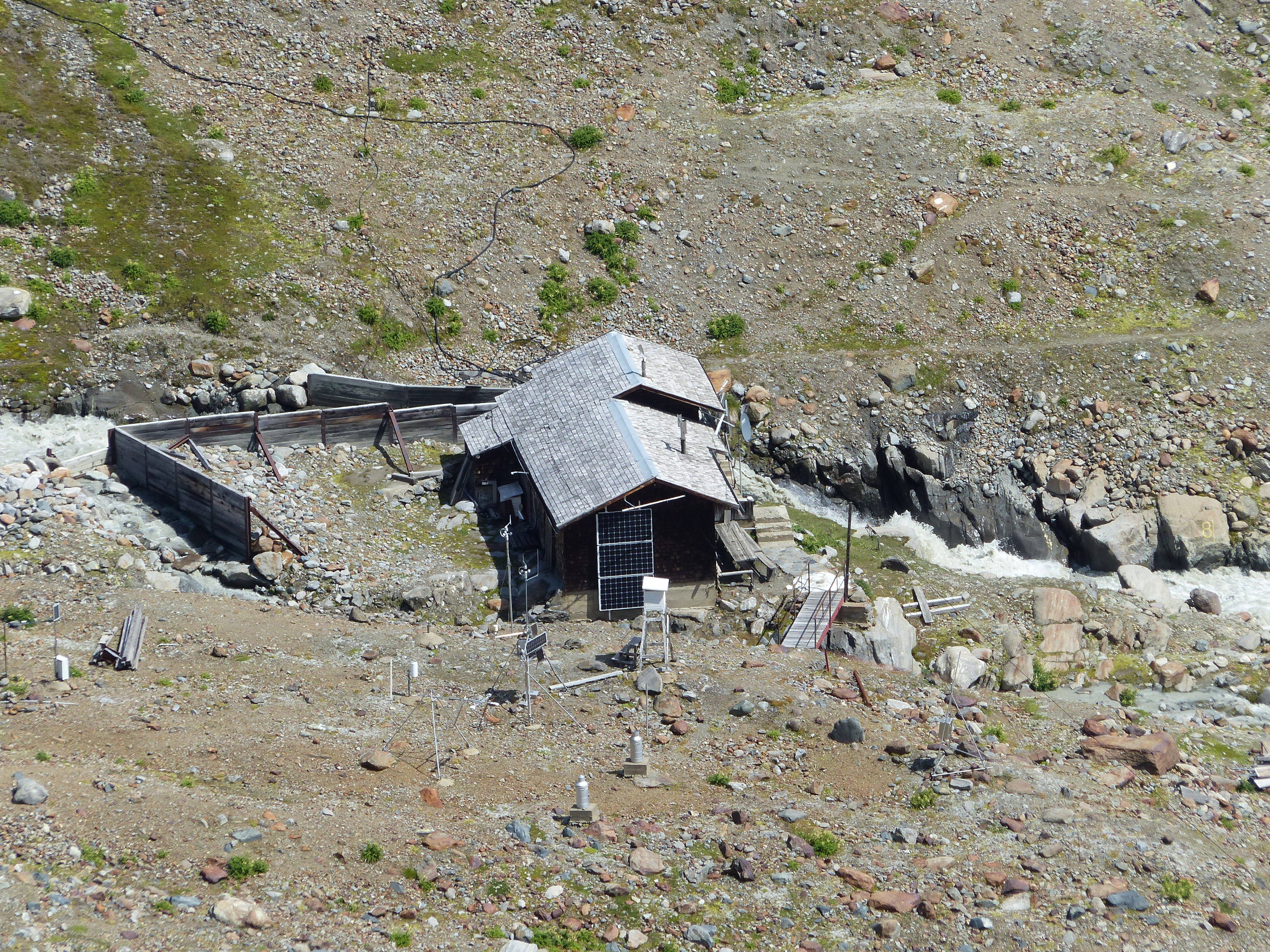
Pegelstation

Am Vernagtbach befindet sich in 2640 m ü. A. die höchstgelegene Pegelstelle in Österreich. Sie wird von der Bayerischen Akademie der Wissenschaften betrieben und dient insbesondere zur Bestimmung der Massenbilanz des Vernagtferners mittels hydrologischer Methode. Das Einzugsgebiet am Pegel ist zu 72 % vergletschert. Der mittlere Abfluss beträgt 1,17 m³/s, was, bedingt durch den Gletscher, einer extrem hohen Abflussspende von 103 l/s·km² entspricht. Der Vernagtbach weist ein glaziales Abflussregime mit einer starken Amplitude auf, das wesentlich vom Gletscher bestimmt wird. Im Mittel stammt mehr als die Hälfte des Wassers aus der Gletscherschmelze, der Rest besteht aus geschmolzenem Schnee oder abfließendem Regen.
Der Abfluss zeigt, typisch für einen Gletscherbach, starke tages- und jahreszeitliche Schwankungen. Der weitaus größte Teil des Jahresabflusses erfolgt in den Monaten Juni bis August mit dem höchsten Monatsmittel (MQ = 2,77 m³/s) im Juli. Bereits im September gehen die Abflüsse rasch zurück. In den Wintermonaten, in denen der Pegel stillgelegt ist, betragen die Abflüsse nur einige 10 l/s.
Insbesondere im Sommer führen die Sonneneinstrahlung und die hohen Temperaturen tagsüber zu einem Abschmelzen des Gletschereises, wodurch der Abfluss innerhalb weniger Stunden um mehr als das Fünffache ansteigen kann.
In den letzten Jahrzehnten wurde ein starker Rückgang des Vernagtferners beobachtet, was sich in einem deutlichen Anstieg der mittleren Abflüsse bemerkbar macht. So hat sich der mittlere Abfluss in den Sommermonaten vom Zeitraum 1974–1980 zum Zeitraum 2001–2009 nahezu verdoppelt.